# 국방개혁 307계획

국방개혁 307계혁(國防改革 307計畫)은 이명박 정부가 노무현 정부 시절부터 추진해오던 국방개혁 2020에 대한 수정을 거듭해오다가 천안함 피격 사건을 계기로 전면적 보완작업을 거쳐 2011년 3월 8일 발표한 국방개혁안이다. 2010년 1월 구성된 국방선진화추진위원회와 넉 달 뒤 출범한 국가안보총괄점검기구에서 논의를 거쳐, 3월 7일 국방부가 73개의 개혁과제를 대통령에게 보고하고 이튿날 언론에 발표한 것이다. 국방개혁안의 명칭은 대통령 보고 날짜를 딴 '307계획'으로 정해졌다.
개혁안은 단기(2011년~2012년)과제 37개, 중기(2013년~2015년)과제 20개, 장기(2016년~2030년)과제 16개다. 개혁안의 세부내용에는 상부지휘구조 및 국방교육체계 개선, 서북도서방위사령부 창설, 장성 숫자 감축, 국방개혁에 관한 법률에 명시된 합참과 합동부대에 근무하는 육·해·공군 요원 구성비 준수 등 내용이 담겨 있다.
- 2012년 기준 우리 군 병력 65만 명 가운데 병 차지하는 비율은 약 70%(45만 명)에 달한다. 장교 9.2% (6만 명), 부사관 15.4% (10만 명), 군무원 3%. (2만 명)에 비해 많지만 처우는 열악하다.
- 2012년 국방부의 인건비 예산 9조 2,677억원 가운데 병 인건비는 5,302억 원으로 전체의 5.7%에 불과하다. 반면 장교 인건비는 3조 5,388억 원 (38.2%), 부사관 3조 7,991억 원 (41%), 군무원 1조 원 (10.8%), 예비전력 2,800억원 (3%), 공무원 477억원 (5.1%) 순이다.[1]

## 내용

### 상부지휘구조 개편
현행 군 상부지휘구조는 1991년 818계획에 따라 개편된 이후 군정과 군령의 이원화 체제로 유지되고 있다.
307 개편안은 합참의장에게 제한된 군정기능을 부여하는 것과 동시에 각 군 총장을 작전지휘할 수 있는 권한을 부여하였다. 지금은 합참의장에게 군정권이 부여되어 있지 않고 각 군 총장과 작전지원을 협의할 수 있게 돼 있다.
앞으로 합참의장은 각 군 총장을 작전지휘하는 데 필요한 인사, 군수, 교육 기능 등 제한적인 군정기능을 행사할 수 있게 된 것이다. 이 가운데 작전관련 장교와 장성들의 인사권을 갖게 된 것이 눈에 띈다.
또한, 각 군 참모총장은 각 군 작전사령부를 통합한 지상·해상·공중작전본부장과 작전지원본부장을 지휘하게 된다.
지상·해상·공중작전본부는 현재의 육군 3군사령부, 해군작전사령부, 공군작전사령부에 위치하게 되고, 작전지원본부는 교육훈련과 편성, 군수지원 등의 임무를 수행한다.
합참의 육·해·공군 비율은 2대 1대 1로 유지하되 조직개편이 완성되는 2020년에는 장성 숫자를 현 430여명에서 15%(60여 명)를 감축하기로 했다.

### 전력증강 우선순위 조정
참여정부에서 수립된 국방개혁 2020이 미래에 있을 잠재적 위협 대비에 중점을 뒀다면 국방개혁 307계획에는 우선적으로 현존하는 북한의 국지도발과 비대칭 위협에 대비하기로 했다.
북한 잠수함의 도발에 대응하는 신규전력 및 240mm, 122mm 장사정포 대응 능력 구비, 대량살상무기(WMD) 대응체계 구축, 차세대 전투기(F-X) 및 글로벌호크 조기 확보 추진 등이 핵심 내용이다.
신형 아서 대포병 탐지레이다를 2012년 2월까지 서북도서에 배치하고 동굴진지 파괴를 위한 합동직격탄(JDAM)을 확충하기로 했다. 군은 수도권을 위협하는 장사정포 340여문의 파괴 소요 일수를 1주일에서 1~2일로 단축하기로 했다.
F-15K급 전투기 60대를 확보하는 F-X 사업으로 스텔스 전투기를 확보하게 되며, 무인정찰기인 글로벌호크와 함께 2015년께는 도입이 예상되고 있다.
전력증강 우선순위가 조정되면서 대양해군과 항공우주군을 지향하는 해군과 공군의 전력증강 계획에도 상당한 손질이 가해질 전망이다.

### 서북도서방위사령부 창설
307계획에 따라 2011년 6월에 서북도서방위사령부를 창설하였다. 백령도와 연평도 등 서북 5개 도서를 효과적으로 방어하고 북한군이 도발할 경우 도발원점에 대해 즉각 응징태세를 구축하기 위해서다.
합참의장이 작전지휘하는 서북도서방위사령관은 해병대 사령관을 겸하게 되고 백령부대와 연평부대를 지휘하게 된다. 해병대 사령관은 유사시에는 해군 전력, 공군 전력, 육군 전력을 지휘할 수 있다.
해병대사령부를 모체로 한 합동전투참모단도 대폭 강화되고 해병대는 병력은 물론 기동헬기, K-9등 총 24종 전력을 보강하기로 했다. 장기과제로는 해병대 사단을 재조정하기 위해 김포반도의 경계임무를 육군으로 교체하기로 했다.
군 관계자는 “서북도서 요새화를 통해 서북도서방위사령부 장병들과 지역 주민들의 생존성을 획기적으로 향상시키는 것은 물론 합동작전 수행으로 전투력의 시너지효과를 달성할 수 있을 것”이라고 말했다.

### 특수전부대 재편성
북한 특수전부대의 후방지역 침투를 대비하기 위해 헌병들을 전투헌병 개념으로 특수작전부대임무에 투입하고 특공여단, 특공연대, 기동대대, 수색대대 장병들을 간부 중심으로 개편하기로 했다.
현재 전방 사단예하의 수색대대는 대대급 300~400여명으로 구성되어 있는데, 이 부대를 2015년 이후부터 개편을 시작해 2020년까지 부사관 이상 간부를 80~90명 규모로 정예화하겠다는 것이다. 간부들은 12명으로 이뤄진 5개팀 60명을 기본으로 구성된다. 독립 작전 수행이 가능하도록 방호기능을 갖춘 전투차량이 최첨단 무기와 함께 지급되면 차량 운전 인원을 포함한 지원인력 20∼30명도 추가 배치될 예정이다. 수색대대에 투입되는 간부는 특전사 대원이나 일반 부대에서 특전사 자격증을 취득한 간부로 충원한다는 방침이다.
이양구 육군본부 정책실장(소장)은 "전방 특공연대와 후방특공여단, 사단 기동대대, 연대 기동중대 일부는 병력수는 작아도 전원 간부화해 전.평시 즉각 투입 가능하도록 완전편성할 방침"이라고 말했다.
이 실장은 또 "특히 특공여단과 기동대대, 헌병부대의 기동타격 및 대테러작전 임무 수행능력을 보강할 방침"이라며 "추가로 헌병의 일부도 전투헌병의 개념으로 특수전 부대에 포함시킬 계획"이라고 덧붙였다.

### 국방인력제도 개선
2016년까지 여군 장교 확충을 위해 장교와 부사관을 각각 7%, 5%로 확대하기로 했다. 여성 ROTC(학군사관)는 현재의 60명에서 260여 명으로 늘게 된다.
합동성과 협동성 강화를 위해 ‘군간·병과부대간 장교 교환보직제도’를 도입키로 했다. 군단과 사단은 함대사령부와 비행단끼리, 보병연대는 포병연대끼리 장교를 보환 보직한다는 것이다.
35세 이하의 베테랑급 부사관을 대대급 이하 전투조직 위주로 보직시키로 했다.
또 변호사와 회계사, 박사 등 민간 전문가를 확대키로 했다. 국방부는 현 108명에서 2013년 134명으로, 방위사업청은 93명에서 2016년 200명으로, 각 군 사관학교는 28명에서 2020년 113명으로 각각 늘린다는 것이다.
사이버전 분야에 우수한 청소년을 발굴해 군 복무 및 취업과 연계해 육성키로 하고 2012년까지 100여명을 선발키로 했다.

### 국방교육훈련체계 개선
각 군 대학을 통합해 합동군사대학을 창설하고, 영관 장교들의 합동성을 강화하겠다는 방안을 마련하였다. 합동군사대학은 합동부, 육군부, 해군부, 공군부, 지원부로 조직이 나뉘며 기본 과정은 소령급을 대상으로 자운대에서 단기과정(3~4개월), 정규과정(1년)으로 구분해 운영한다. 고급과정은 중령급을 대상으로 합동작전 기획.계획, 합동·연합작전 수행, 전쟁연습 등을 교육받는다.
장병 정신교육 수준을 평가하고 강화하는 발전적인 대안을 마련한다는 취지에서 창설이 검토됐던 국방정신교육원은 이번 과제에 포함되지 않는다.
육·해·공군 사관학교 생도 1학년 통합교육과 관련해서는 사관학교별로 1학년 생도 1/3 씩을 선정해 분기별로 각 학교를 순회하며 통합교육한다.
육·해·공군 사관학교 1학년 생도들을 3개조로 나눠 학교별 8주씩 순환교육을 한다. 각군 사관학교 2학년생은 겨울학기를 이용해 통합교육을 5주간 실시한다. 또 3군 사관학교 공통과목에 대한 합동교수진을 구성한 교수풀제를 내년 3월부터 운영한다.

### 국방개혁 기대효과
국방부는 국방개혁으로 인한 기대효과를 다음과 같이 밝혔다
1. 상부지휘구조 개편
군정과 군령의 획일적 구분에 따른 부작용, 비효율성 해소하고, 유사시 대응 가능한 합동작전 지휘구조로 전환한다. 1,000여명의 간부, 연간 1,000억원의 예산 절감을 예상하였다.
2. 서북도서방위사령부 창설
서북도서 일대 주도권 확보하고, 적 NLL 무실화 책동에 효과적 대비한다. 지상‧해상‧공중전력의 통합으로 시너지효과 달성하며, 적 종심지역에 대한 체계적인 감시 및 신속한 대응 가능하도록 한다.

### 국방개혁 국회 통과 협조 당부
이명박 대통령이 23일 국회 국방위원회 위원들을 청와대로 초청해 오찬을 함께 하며 "국방개혁에 적극적으로 협력해 줬으면 좋겠다"고 강조를 하였다. 한편 민주당은 불참하였으나 참석 의원들로부터 "국가 안보에는 여야가 있을 수 없다", "각 군의 합동성을 강화하면서 전군 지휘능력을 높이기 위해 국방개혁을 하는 것이다"라고 말했다.
천안함 사건의 책임을 지고 지난해 6월 전역한 이상의 전 합참의장은 "지휘체계를 일원화하는 국방개혁은 맞는 방향"이라고 했다. 군의 합동성에 문제가 있다는 것 뼈저리게 체감했다며 "천안함 교훈에도 불구하고 개혁하지 못하면 대한민국의 군은 영원히 3류 군대로 전락할 것"이라고 했다.

## 비판
국방개혁 307개혁은 부대구조 개편과 장군직위 하향 조정을 통해 444명인 전체 장군 숫자를 2020년까지 15% 줄이기로 했다지만 정확한 감축 내역은 여전히 불확실하고, 보병 사단, 지역 군단, 기계화부대 개편과 병력규모 조정 등 육군이 수행해야 할 과제를 대부분 2016년 이후 2030년까지 진행될 장기과제로 미룬 것이 개혁의지를 의심케 한다며 비판의 도마에 올랐다.
특히 307개혁의 핵심이라 할 상부구조 개편 계획에 대해 군 안팎에서 집단으로 반발하고 나섰다. 한국군은 1990년 합참 창설 이래 21년간 합동군 군사제도를 유지해왔다. 군정 권한은 국방장관에게, 그리고 작전에 해당하는 군령 권한은 합참의장과 각 군 총장에게 부여하는 제도였다. 이는 문민 국방부 장관에게 군령과 군정이 통합되는 것이 바람직하며, 현역 군인의 권한은 견제와 균형의 원리로 분산되어야 한다는 헌법적 논리에 따른 것이었다. 합참의장 1인에게 권한이 집중되면 헌법이 표방하고 있는 문민 통제가 위축될 수 있기 때문에 대한민국 군사제도에서 지금껏 이를 금기시했던 것이다.
그런데 307계획안에서는 이를 뒤엎고 현재의 합동참모본부에 합동군사령부의 기능을 추가하고 사령관을 겸하는 합참의장이 각 군 참모총장을 지휘하면서 인사권까지 행사하도록 군 수뇌부 구조를 바꾸려 하고 있다. 헌법정신 위배 논란이 생기는 이유다. 이에 대해 군사평론가 이선호씨는 이렇게 지적했다. “합참의장이 작전과 행정 그리고 지휘관과 참모 기능을 독점할 경우, 법적 신분은 장관 예하이지만 힘이 너무 비대해지면 장관을 건너뛰는 극단적 사례가 나올 수 있다. 가정이지만 만약 합참의장의 군사적 대권 행사가 오도되어 국방부 장관과 대통령의 문민 통제에서 일탈하여 헌법을 유린하는 심각한 문제로 발전하게 된다면, 군사 쿠데타라는 비극으로 치달을 수도 있다.”
307계획이 추진하는 통합군 체계는 오늘날 민주주의를 표방한 주요 국가에서는 잘 사용하지 않는 제도라는 점에서도 비판 대상이다. 비공산권에서 통합군제를 채택한 나라는 이스라엘이 유일하다. 민주국가 대부분은 3군 중 어느 특정 군의 독주 체제를 허용하지 않는다.
1992년 노태우 정부 시절에 818계획이라는 이름으로 육해공 통합군 체제로 군 수뇌부 제도를 개편하려고 시도한 일이 있었다. 국방참모의장(현 합참의장)에게 각군에 대한 군령권과 군정권을 모두 부여하려 했던 당시에는 해·공군과 여론의 강한 반발로 무산된 바 있다. 비판론자들은 307계획은 818계획 당시의 개념과 흡사하다고 지적하고 있다.
육해공 통합군 제도를 지향하는 307계획은 이 같은 헌법적·정치적 논란 외에도 해·공군을 육군의 지휘 아래 두는 제도라는 점 때문에 해군과 공군의 극심한 반발을 사고 있다. 해·공군 관계자들은 이러한 상부구조 개편이 사실상 육군 중심의 통합군을 만들겠다는 것 아니냐는 비판을 공공연히 표출하고 있다. 이들은 307계획대로 지휘 기능이 통합군 체제로 바뀌면 유사시 ‘지는 전쟁’이 될 것이라고 주장한다. 특히 한·미 연합군 합동작전에 크게 의존하는 공군이 문제가 된다. 현행 전시작전권 체제에서는 3군 중 공군만 연합공군사령부(미 7공군사령부) 사령관에 배속된다. 그러나 307계획에 따라 각 군 총장이 군령권을 행사하게 되면 4성 장군인 한국 공군참모총장이 3성 장군인 미 7공군사령관의 작전 지휘를 받게 된다. 청와대는 이런 문제 제기조차 자군 이기주의라고 묵살했다가 뒤늦게 사태의 심각성을 깨닫고, 군령권을 가진 부참모총장제를 신설해 유사시 미 7공군사령관 지휘를 받게 하겠다고 했다. 전시작전통제권을 돌려받은 뒤 작전지휘 기능이 각군 총장으로 이관된 후에는 합참의장과 각군 총장이 수직관계에 놓이게 되는 것이나, 각군이 나누어 맡고 있는 군수와 교육 등을 하나의 기능사령부로 통합하는 방안에 대해 의구심 어린 눈초리를 거두지 않고 있는 것이다.
군 안팎의 비판론자들은 307계획의 문제점을 국방부의 지나친 육군 중심 사고방식과, 대통령 및 청와대 국방 참모들의 아마추어리즘에서 찾고 있다.

## 참고
1. ↑  http://www.segye.com/Articles/News/Politics/Article.asp?aid=20120221004550&ctg1=07&ctg2=&subctg1=07&subctg2=&cid=0101010700000%5B깨진+링크(과거+내용+찾기)%5D" 상병 봉급 9만원" 같은 징병제 대만의 불과…<세계일보>2012.02.21 (화) 18:05
2. ↑  ‘국방개혁 307 계획’, 군 상부지휘 구조 개편이 핵심[깨진 링크(과거 내용 찾기)]
3. ↑  <'국방개혁 307계획' 뭘 담았나>-2(끝)
4. ↑  국방개혁 '307계획'발표... 서북도서방위사령부 6월 창설
5. ↑  軍 "특수전부대 장병대신 간부중심 재편성"
6. ↑  <'국방개혁 307계획' 뭘 담았나>-2(끝)
7. ↑  국방개혁 '307계획'발표... 1학년 사관생도 순회 통합교육
8. ↑  배원숙 기자 (2011년 6월 23일). “이 대통령, "국방개혁 적극 협력해 달라"”. 데일리경제. 2011년 11월 19일에 원본 문서에서 보존된 문서. 2011년 6월 24일에 확인함.
9. ↑  국방개혁 거북해도 3류 군대 면할 길 찾아야[깨진 링크(과거 내용 찾기)]
10. ↑  전작권 환수 이후에도 전시 대한민국 해군과 공군의 전시작전권은 계속 미군이 갖게 된다.
11. ↑  “안병태 전 해군참모총장의 ‘국방개혁 307계획’ 직격 비판”. 2011년 11월 19일에 원본 문서에서 보존된 문서. 2011년 8월 30일에 확인함.